# Hesh Rabkin
Herman "Hesh" Rabkin je fiktivni lik iz HBO-ove televizijske serije Obitelj Soprano kojeg je glumio Jerry Adler. Po zanimanju glazbeni producent, Rabkin je kamatar te prijatelj i savjetnik Tonyja Soprana.   

## Pregled
Hesh je kamatar i važan savjetnik Tonyja Soprana, kao i prije njegova oca "Johnny Boy" Soprana. Međutim, kako je Židov, ne može biti član mafije. Bez obzira na to, Tony kod njega redovito traži savjete o raznim problemima. Hesh je iznimno inteligentni i sposobni biznismen koji se obogatio u glazbenoj industriji pedesetih i šezdesetih kad je predstavio brojne mlade tamnopute izvođače, izvlačeći tantijeme supotpisivanjem njihovih brojnih skladbi.
Hesh se prvi put pojavio u pilotu kad je surađivao s Tonyjem na prijevari medicinskih osiguravajućih tvrtki preko njihova dužnika Alexa Mahaffeyja. Hesh je pratio Big Pussyja do slapa gdje su zastrašili Mahaffeyja kako bi ga uvjerili na suradnju; iako mu nijedan nije izravno prijetio, Mahaffey je shvatio kako će mu nesuradnja okončati život, čime su prijetnje bile nepotrebne.
U epizodi "A Hit Is a Hit" Hesh je pomogao Tonyjevu nećaku Christopheru Moltisantiju da shvati kako njegova partnerica i djevojka Adriana La Cerva nije sposobna za glazbeni biznis. Christopher se obratio Heshu i u ime Massive Geniusa -- repera koji je tvrdio kako je Hesh dužan udovici crnog glazbenika kojeg je navodno prevario. Kad je Hesh odbio platiti, Massive je zaprijetio sudskim sporom; Hesh je zaprijetio vlastitom tužbom, tvrdeći kako samplovi korišteni u Massiveovoj glazbi potpadaju pod autorska prava njegove glazbe.
U epizodi "Christopher" Hesh je pomogao Silviu u njegovoj svađi oko Dana Kristofora Kolumba povezavši ga s Indijancem vlasnikom kasina preko svoga prijatelja Jerryja Schwartza.
Na početku šeste sezone, u epizodi "Members Only" Hesh i njegov zet napadnuti su od članova ekipe Phila Leotarda - ciljali su Elija jer su mislili kako reketari na njihovoj ruti bez dozvole. Eli je teško ozlijeđen, dok je Hesh dobio udarac ulice. Na sastanku kojem je posredovao Tony Hesh je tražio osvetu.
U posljednjoj epizodi Hesh daje Tonyju zajam od 200.000 dolara kako bi mu pomogao usred niza kockarskih dugova. Tony ne uspijeva vratiti novac na vrijeme te počne kritizirati Hesha zbog kamate od 3.000 dolara tjedno, što izaziva netrpeljivost s obje strane. Nakon što je Heshova djevojka umrla od moždanog udara, Tony vraća dug, ali izrazi kratku i neosobnu sućut nekoć bliskom prijatelju, sugerirajući kako je financijska zavada zategnula njihov odnos.

## Vanjske poveznice
- Profil Hesha Rabkina na hbo.com
- Hesh Rabkin u internetskoj bazi filmova IMDb-u